# 2020년 3월
| 2020년: 1월 · 2월 · 3월 · 4월 · 5월 · 6월 · 7월 · 8월 · 9월 · 10월 · 11월 · 12월 |

| \| 2020년 3월 1일 (일요일) \| \| 편집 \| |  |      |
| 경제와 비즈니스 - 미국의 제조업 기업 제너럴 일렉트릭(GE)의 잭 웰치 전 회장이 숨졌다. 잭 웰치는 1981년 최연소로 회장에 올랐으며, 이후 2001년까지 20년간 회장 겸 최고경영자(CEO)로 재직하였다. 보건 - 2019-2020년 코로나바이러스감염증-19 유행 - 도미니카 공화국, 아르메니아, 스코틀랜드에서 각각 첫 감염자가 보고되였다. - 대한민국의 확진자수가 16시 기준 3,736명으로 늘었다. 정치와 선거 - 말레이시아의 무히딘 야신 전 내무부 장관이 총리에 취임하였다. - 2020년 미국 대통령 선거 민주당 후보 경선: 피트 부티지지 사우스벤드 시장이 경선을 포기한다고 밝혔다. |  |      |
| 2020년 3월 1일 (일요일) |  | 편집 |

| 2020년 3월 1일 (일요일) |  | 편집 |

| \| 2020년 3월 2일 (월요일) \| \| 편집 \| |  |      |
| 무력 충돌과 공격 - 강원도 원산 인근에서 북한이 동해상으로 단거리미사일을 발사하였다. 보건 - 2019-2020년 코로나바이러스감염증-19 유행 - 이란에서 국정조정위원회의 위원이 숨지는 사건이 발생하였다. - 요르단에서 첫 확진자가 발생하였다. - 대한민국의 코로나바이러스감염증-19 유행 - 16시 기준 확진자가 4,335명으로 늘었다. 사망자는 4명이 늘어 26명으로 집계되었다. - 전국 유치원 초중고 개학이 2주일 더 연기되어 3월 23일로 미뤄졌다. - 김천소년교도소 재소자 2명에게서 추가 확진자가 발견되었다. - 한국프로농구 리그가 잠정 중단되었다. - 군 확진자가 28명으로 늘어났다. - 2022년 FIFA 월드컵 아시아 지역 2차 예선이 연기가 되었다. 사회 - 한국고속철도(KTX): 강릉선 KTX가 연장되어 서울역과 동해역 사이를 오가는 노선이 개통되었다. 정치와 선거 - 로마 교황청은 제260대 교황 비오 12세 재위 기간(1939∼1958)에 작성된 각종 기록물을 보관한 문서고를 학자들에게 개방했다. - 이스라엘 총선 결과 리쿠드당이 다수당이 되었다. |  |      |
| 2020년 3월 2일 (월요일) |  | 편집 |

| 2020년 3월 2일 (월요일) |  | 편집 |

| \| 2020년 3월 3일 (화요일) \| \| 편집 \| |  |      |
| 경제와 비즈니스 - 미국 연방준비제도(FRB)가 연방공개시장위원회(FOMC) 회의를 열고, 만장일치로 기준 금리의 0.5% 긴급인하를 결정했다고 밝혔다. 이에 따라 기준 금리는 1.00~1.25% 수준이 됐다. 연준은 2019년 10월 30일 마지막 인하 이후, 앞선 2020년 1월 29일까지 금리 수준을 유지해 왔으나, 최근의 감염증 유행과 관련하여 긴급인하를 결정하였다. 이 같은 긴급인하 조치는 과거 2001년 9.11 테러 직후, 2007-2008년 세계 금융 위기와 관련하여 2008년 1월과 10월, 세 차례 이루어진 바 있다. 한편, FOMC 정례회의는 오는 3월 18일에 열릴 예정이다. 군사 - 대한민국 해군이 남해에서 해상사격 훈련 중이던 참수리급 고속정에서 수류탄이 폭발하는 사고가 발생, 최소 6명이 부상을 입었다고 밝혔다. 이 중 2명은 중상인 것으로 알려졌다. 보건 - 2019-2020년 코로나바이러스감염증-19 유행 - 대한민국의 코로나바이러스감염증-19 유행 - 전국연합학력평가가 코로나 사태로 미루어져 4월 2일에 시행 될 예정이다. - 세계 91곳서 한국발 입국제한조치에 포함되었다. - 16시 기준 확진자 수는 5,186 명으로, 전일 16시 보다 861명 늘었다. - 스페인에서 지난 2월 13일 숨진 한 사람이 감염증으로 숨진 것으로 확인, 보고되었다. - 아르헨티나와 우크라이나, 칠레에서 처음으로 감염자 발생이 보고되었다. - 이란이 과밀 상태 교도소에서의 감염증 확산 방지를 위해, 5년형 이상의 죄수를 제외한 약 54,000여 명을 석방할 예정이라고 밝혔다. - 일본이 감염증 확산 방지를 위해 지난 2011년 발생한 도호쿠 지방 태평양 해역 지진에 대한 추도식 행사를 취소하였다. 정치와 선거 - 2020년 미국 대통령 선거 민주당 후보 경선: 조 바이든 전 부통령이 슈퍼 화요일에서 승리하였다. |  |      |
| 2020년 3월 3일 (화요일) |  | 편집 |

| 2020년 3월 3일 (화요일) |  | 편집 |

| \| 2020년 3월 4일 (수요일) \| \| 편집 \| |  |      |
| 보건 - 2019-2020년 코로나바이러스감염증-19 유행 - 대한민국의 확진자 수가 16시 기준 5,621명으로 집계되었다. 전날 16시 기준 집계에서 505명이 증가하였다. 사고 - 롯데케미칼 대산공장 폭발 사고: 대한민국 충청남도 서산시 대산읍 소재 롯데케미칼 대산공장에서 폭발 사고가 발생, 공장 근로자와 인근 주민 등 56명이 부상을 입었다. 정치와 선거 - 대한민국 제21대 국회의원 선거: 대한민국 국회 행정안전위원회는 전날 중앙선거관리위원회 산하의 국회의원선거구획정위원회가 제출한 선거구 획정안에 대하여 위법성과 관련하여 재의(再議) 요구를 의결하고, 재의 요청을 하였다. |  |      |
| 2020년 3월 4일 (수요일) |  | 편집 |

| 2020년 3월 4일 (수요일) |  | 편집 |

| \| 2020년 3월 5일 (목요일) \| \| 편집 \| |  |      |
| 문화와 예술 - 이집트의 조세르 피라미드(Pyramid of Djoser) 가 14년간의 복원 공사를 마치고, 다시 공개되었다. 보건 - 2019-2020년 코로나바이러스감염증-19 유행 - 대한민국의 확진자 수가 16시 기준 6,088명으로 집계되었다. 전날 16시 기준 집계에서 505명이 증가하였다. 정치와 선거 - 2020년 미국 대통령 선거 민주당 후보 경선: 엘리자베스 워런 상원의원이 경선 하차를 선언하였다. |  |      |
| 2020년 3월 5일 (목요일) |  | 편집 |

| 2020년 3월 5일 (목요일) |  | 편집 |

| \| 2020년 3월 6일 (금요일) \| \| 편집 \| |  |      |
| 경제와 비즈니스 - 석유 수출국 기구(OPEC) 회원국과 기타 10개 주요 산유국이 감산(減産) 관련 논의를 하였으나, 러시아의 반대로 합의에 실패하였다. 보건 - 2019-2020년 코로나바이러스감염증-19 유행 - 대한민국의 확진자 수가 16시 기준 6,593명으로 집계되었다. 전날 16시 기준에서 505명이 증가하였다. - 바티칸 시국에서 첫 감염증 환자가 보고되었다. - 부탄에서 첫 감염증 환자가 보고되었다. - 세르비아에서 첫 감염증 환자가 보고되었다. - 이란의 국회의원 당선자 중 하나인 파테메 라흐바르(Fatemeh Rahbar)가 혼수 상태에 빠진 것으로 알려졌다. 재해 - 미국의 도널드 트럼프 대통령은 지난 3월 2일과 3일 사이 발생한 토네이도로 피해를 입은 지역에 대한 재난 구역(Disaster area) 선포를 승인하였다. |  |      |
| 2020년 3월 6일 (금요일) |  | 편집 |

| 2020년 3월 6일 (금요일) |  | 편집 |

| \| 2020년 3월 7일 (토요일) \| \| 편집 \| |  |      |
| 보건 - 2019-2020년 코로나바이러스감염증-19 유행 - 대한민국의 확진자 수가 0시 기준, 6,767명으로 집계되었다. - 미국의 축제인 사우스 바이 사우스웨스트가 취소되었다. - 스페인 바르셀로나에서 MWC2020행사가 코로나-19 로 인하여 사상 처음으로 취소되었다. |  |      |
| 2020년 3월 7일 (토요일) |  | 편집 |

| 2020년 3월 7일 (토요일) |  | 편집 |

| \| 2020년 3월 8일 (일요일) \| \| 편집 \| |  |      |
| 문화와 예술 - 대한민국의 방송인 자니 윤이 숨졌다. 보건 - 2019-2020년 코로나바이러스감염증-19 유행 - 대한민국의 확진자 수가 0시 기준 7,134명으로 집계되었다. 전일 0시 기준 집계에서 367명이 늘었다. - 몰도바에서 첫 감염증 환자가 보고되었다. - 미국의 확진자 수가 512명으로 늘었다. 감염증이 워싱턴 D.C.를 비롯한 33개주(州)로 확산된 것으로 확인되었다. - 이탈리아 보건 당국의 집계 결과, 18시 기준 확진자 수가 7,375명, 사망자 수가 366명으로 늘었다. 전날인 7일 대비 급격하게 증가한 수치로, 확진자가 1,492명, 사망자가 133명 추가되었다. 주세페 콘테 총리는 극장과 박물관 등의 오락시설을 잠정 폐쇄하는 법안에 서명하고, 온라인 등에 포고문을 공개하였다. - 중화인민공화국 당국이 0시 기준 누적 확진자 수가 80,695명, 사망자 수 3,097명으로 집계되었다고 밝혔다. 확진자가 44명, 사망자가 27명 늘었다. - 포르투갈의 마르셀루 헤벨루 드 소자 대통령이 며칠 전 방문한 학교에서 감염증이 발생한 것과 관련, 자체 격리에 들어갔다. |  |      |
| 2020년 3월 8일 (일요일) |  | 편집 |

| 2020년 3월 8일 (일요일) |  | 편집 |

| \| 2020년 3월 9일 (월요일) \| \| 편집 \| |  |      |
| 경제와 비즈니스 - 산유국들의 원유 감산(減産)관련 합의가 3월 6일 러시아의 거부로 불발된 바 있다. 이와 관련하여 사우디아라비아가 원유 수출가격 인하 및 내달부터 증산(增産)을 예고를 발표하였다. 이에 따라 서부 텍사스 중질유(WTI) 브렌트유 등의 원유 가격이 한 때 30%까지 폭락하는 등, 24% 이상 가격이 하락하였다. - 2020년 주가 대폭락: 감염증 유행과 유가 폭락이 맞물리면서 뉴욕 증권거래소에서 개장 4분만에 S&P 500 지수가 7% 이상 폭락, 1997년 10월 27일 이후 23년만에 처음으로 서킷브레이크가 발동되었다. 서킷브레이크가 걸리면, 15분간 거래가 자동 중지된다. 16시 마감하는 뉴욕 증시는 1987년 검은 월요일(블랙 먼데이) 이후 서킷브레이크 제도를 도입했다. 2020년 현재 기준으로는, 폭락 수준에 따라 이후 2단계(15시 25분 이전에 13% 이상 급락, 15분간 거래 중단) 3단계(20% 폭락, 거래 완전 중지) 발동되도록 되어있다. 보건 - 코로나바이러스감염증-19 유행 - 대한민국의 확진자 수가 9일 0시 기준 7,382명으로 집계되었다. 전일 0시 기준보다 248명이 늘었다. - 독일에서 확진자가 1000여명 이상 발생하였다. - 이탈리아에서 교도소 폭동으로 사망자가 발생하고, 육참총장까지 코로나 양성 판정을 받았다. - 이란에서 부통령이 코로나 확진 확정 받았고, 이란 축구 국가대표 선수도 코로나-19에 걸려 20대 초반의 나이로 사망한 것으로 알려졌다. - 프랑스에서 확진자가 1400명 이상 발생하였다. 사고 - 베네수엘라에서 의회 선거를 앞두고 의문의 화재로 창고안에 있던 투표 기계 49,323개와 지문 인식기 5만 개가 망가지는 사고가 발생하였다. |  |      |
| 2020년 3월 9일 (월요일) |  | 편집 |

| 2020년 3월 9일 (월요일) |  | 편집 |

| \| 2020년 3월 10일 (화요일) \| \| 편집 \| |  |      |
| 보건 - 코로나바이러스감염증-19 유행 - 대한민국의 확진자 수가 0시 기준 7,513명으로 집계되었다. 전일 0시에 대비 131명이 늘었다. 야구 리그인 KBO 리그 개막일이 4월 중으로 연기되었다. - 이란 보건부가 12시 기준 확진자 수가 9일 대비 881명이 늘어난 8,042명으로 집계되었다고 밝혔다. - 이탈리아 당국이 18시 기준, 누적 확진자수가 전알보다 977명 늘어난 10,149명으로 집계되었다고 밝혔다. 또한 사망자수는 168명이 늘어 631명으로 잠정 집계되었다. 봉쇄 조치가 이탈리아 전역으로 확대되었으며, 이탈리아 내에서 업무·건강 등의 이유를 제외하곤 거주지역에서도 어느 곳으로도 이동할 수 없게 되었다. 또한 모든 스포츠 경기가 중단되었다. |  |      |
| 2020년 3월 10일 (화요일) |  | 편집 |

| 2020년 3월 10일 (화요일) |  | 편집 |

| \| 2020년 3월 11일 (수요일) \| \| 편집 \| |  |      |
| 법과 범죄 - 미국 뉴욕 맨해튼의 뉴욕 1심 법원이 영화제작자 하비 와인스틴에 징역 23년형을 확정 선고하였다. 와인스틴의 변호사는 항소할 것이라고 밝혔다. 2018년 와인스틴의 성추문에 대한 폭로가 잇달아 나오며 미투 운동이 촉발된 바 있다. 보건 - 코로나바이러스감염증-19 유행 - 세계 보건 기구(WHO)가 감염증 유행을 범유행(팬데믹)으로 선언하였다. 이는 세계적인 대유행을 가리킨다. 지난 2019년 12월 중화인민공화국의 우한시에서 시작된 코로나바이러스 유행은, 3월 현재 110개 국가로 확산되었다. - 대한민국의 확진자 수가 0시 기준, 7,755명으로 집계되었다. 전일 0시 기준 확진자 수 보다 242명이 늘었다. - 몰도바가 감염증 확산을 막기 위하여 학교 및 대학교 등의 학사 일정을 일시 중단하기로 하였다. - 벨기에에서 감염증으로 인한 첫 사망자가 보고되었다. 당국자는 90세 환자가 사망했다고 밝혔다. - 스페인의 아나 파스트로(Ana Pastor) 전 장관이 감염증 양성 반응인 것으로 알려졌다. 스페인 문화부는 프라도 미술관, 국립 소피아 왕비 예술센터, 마드리드 왕궁, 스페인 국립도서관, 티센보르네미차 미술관 등의 폐쇄를 명령하였다. - 아르헨티나의 알베르토 페르난데스 대통령은 감염증 유행이 심각한 곳에서 온 사람들에 대한 14일간의 자체 격리를 명령하고, 위반시 범죄로 간주한다고 발표하였다. - 아일랜드에서 10일 첫 사망자가 발생되었다고 보고되었다. - 온두라스에서 첫 감염자가 보고되었다. 보건부 당국은 2 명의 감염증 환자가 발생했다고 밝혔다. - 우크라이나가 3주간 학교를 폐쇄하고, 집회를 금지하기로 하였다. 진행되는 일부 스포츠 경기는 무관중으로 실시하기로 하였다. - 이란의 확진자수가 958명, 사망자 수가 63명 늘었다. 확진자수는 전날 대비 12%이상 증가하였다. - 인도네시아에서 감염증으로 인한 첫 사망자가 보고되었다. - 카타르가 238명의 확진자가 확인되었다. 기존 확진자 24명의 10배이다. - 헝가리가 비상사태를 선언하였다. 대학 캠퍼스를 모두 폐쇄하고, 대규모 집회를 금지하고, 대한민국과 이란, 이탈리아, 중화인민공화국 등에서의 입국을 거부하기로 하였다. - 미국 질병통제예방센터(CDC)는 대한민국산 팽이버섯의 리스테리아 오염과 관련하여 17개 주에서 36명이 식중독을 일으켰으며, 4명이 숨졌다고 발표하였다. 임산부 6명이 감염되어 이중 2명은 유산했다고 덧붙였다. 미국 식품의약국(FDA)은 해당 수입업체에 대한민국산 팽이버섯을 전량 회수하라는 리콜 명령을 내렸다. 관계 당국은 오염 원인 및 추가 오염 상품 확인 조사에 나섰다. |  |      |
| 2020년 3월 11일 (수요일) |  | 편집 |

| 2020년 3월 11일 (수요일) |  | 편집 |

| \| 2020년 3월 12일 (목요일) \| \| 편집 \| |  |      |
| 경제와 비즈니스 - 2020년 주가 대폭락: 다우 존스 산업평균지수가 9.99% 하락하고, 유럽 증시도 평균 약 10%가 하락하는 주가 대폭락이 발생하였다. 보건 - 코로나바이러스감염증-19 유행 - 대한민국의 코로나바이러스감염증-19 범유행 - 대한민국의 누적 확진자 수가 0시 기준, 7,869명으로 집계되었다. 전날 같은 시간 대비 114명이 증가하였다. - 김포국제공항 국제선이 17년만에 멈췄다. 항공기가 단 한대도 운항되지 않은것으로 나타났다. - 스위스에서 확진자가 800명이 발생하자 비상사태를 선포하였다. - 이탈리아에서 확진자 15,113명이 발생하고 사망자 수가 1,000명을 넘어섰다. - 미국의 배우 톰 행크스와, 부인이자 배우인 리타 윌슨이 오스트레일리아를 방문 중 감염 확진된 것으로 알려졌다. - 캐나다 몬트리올에서 3월 16일날 열릴 예정이었던 2020년 세계 피겨스케이팅 선수권 대회가 취소되었다. - 프랑스는 확산 저지를 위해 오는 3월 16일부터 탁아소와 초.중.고교, 대학 등 각급 학교에 추가 조치가 있을 때까지 무기한 휴교령을 내렸다. - 폴란드 포즈난에서 첫 사망자가 발생하였고, 정부는 전염병에 대응하여 전국 학교를 휴교시켰고, 2주 동안 모든 극장과 오페라 및 영화관, 박물관을 폐쇄시켰다. |  |      |
| 2020년 3월 12일 (목요일) |  | 편집 |

| 2020년 3월 12일 (목요일) |  | 편집 |

| \| 2020년 3월 13일 (금요일) \| \| 편집 \| |  |      |
| 보건 - 코로나바이러스감염증-19 유행 - 대한민국 질병관리본부는 13일 오전 0시 기준 확진자 수가 7,979명이라고 밝혔다. 전날 같은 시각 대비 110명이 늘어났다. - UN본부에서 첫 확진자가 발생하여 3월 13일 예정되어 있던 회의들이 취소되었고, 안토니우 구테흐스 사무총장은 3월 16일부터 4월 말까지 행사들을 전면 취소하기로 결정했다. 스포츠 - 포뮬러 원(F1)의 2020년 오스트레일리아 그랑프리(2020 Australian Grand Prix)가 감염증 유행과 관련하여 취소되었다. 오스트레일리아 대회는 2020년 시즌 첫 대회로서 3월 15일에 오스트레일리아 멜버른의 앨버트 파크 서킷(Albert Park Circuit)에서 개최될 예정이었다. - 토마스 바흐 IOC위원장은 스위스 로잔에서 열린 기자회견에서 오는 7월로 예정된 2020년 하계 올림픽을 예정대로 치르는 것이 목표였지만 감염증 확산으로 WHO가 대회 중지를 요구하면 개최를 취소 할 수 밖에 없다고 증언하였다. |  |      |
| 2020년 3월 13일 (금요일) |  | 편집 |

| 2020년 3월 13일 (금요일) |  | 편집 |

| \| 2020년 3월 14일 (토요일) \| \| 편집 \|                                                                                |  |      |
| 보건 - 코로나바이러스감염증-19 유행 - 대한민국의 확진자 수가 0시 기준, 전날 0시보다 107명 증가한 8,086명으로 집계되었다. |  |      |
| 2020년 3월 14일 (토요일)                                                                                                 |  | 편집 |

| 2020년 3월 14일 (토요일) |  | 편집 |

| \| 2020년 3월 15일 (일요일) \| \| 편집 \| |  |      |
| 경제와 비즈니스 - 미국 연방준비제도(FRB, 연준)는 임시 연방공개시장위원회(FOMC) 회의를 소집하고, 기존 1.00%~1.25%였던 금리를 0.00%~0.25%로 1%포인트 인하한다고 밝혔다. 이와 함께 7,000억 달러(한화 약 850조원) 규모의 국채 및 주택저당증권(MBS) 매입을 통해 시장에 유동성을 공급하기로 하였다. 연준은 3월 17일과 18일 양일간의 정례회의를 앞두고, 지난 3월 3일에도 0.5%의 긴급 인하를 결정한 바 있다. 보건 - 코로나바이러스감염증-19 유행 - 대한민국의 코로나바이러스감염증-19 범유행 - 대한민국 문재인 대통령은 대구광역시 전역 및 경북 경산군·청도군·봉화군을 특별재난지역으로 선포하였다. 이에 따라 해당 지역에 대한 정부 지원이 강화된다. - 대한민국의 확진자 수가 0시 기준, 8,162명으로 집계되었다. 전일 같은 시간 대비 76명이 늘었으며, 추가 확진자 수가 100명 이하로 떨어진 것은 2월 21일(당시 전날 09시 부터 21일 09시 기준) 이후 23일 만이다. |  |      |
| 2020년 3월 15일 (일요일) |  | 편집 |

| 2020년 3월 15일 (일요일) |  | 편집 |

| \| 2020년 3월 16일 (월요일) \| \| 편집 \| |  |      |
| 경제와 비즈니스 - 한국은행이 임시 금융통화위원회(금통위)를 열고, 기준금리 0.5%p 인하를 결정하였다. 이에 따라 기준금리는 연 1.25%에서 0.75%로 낮아졌다. 0%대 금리는 사상 처음이며, 임시 금통위는 2008년 10월 27일 이후 12년 만이다. 한국은행의 금리 인하는 2019년 10월 16일 0.25%p 인하 이후 5개월 만으로, 인하 이후 앞선 2020년 2월 27일 회의까지 계속하여 유지·동결해왔다. - 2020년 주가 대폭락: 미국 다우 존스 산업평균지수가 역사상 최대 수치인 −2,997.10 포인트(12.93%)떨어지며 폭락하였다. 보건 - 코로나바이러스감염증-19 유행 - 국제 올림픽 위원회가 신종 코로나바이러스 감염증의 전 세계적 유행에 따른 대책 마련을 위해 국제연맹 대표자들과 긴급 화상 회의를 소집했다. - 대한민국의 코로나바이러스감염증-19 범유행 - 대한민국의 누적 확진자 수가 0시 기준 8,236명으로 집계되었다. 전날 대비 74명이 늘었다. - 문성혁 해양수산부 장관이 코로나19 확진자와 밀접 접촉한 것으로 확인되어 자가격리에 들어갔다. |  |      |
| 2020년 3월 16일 (월요일) |  | 편집 |

| 2020년 3월 16일 (월요일) |  | 편집 |

| \| 2020년 3월 17일 (화요일) \| \| 편집 \| |  |      |
| 보건 - 코로나바이러스감염증-19 유행 - 대한민국의 코로나바이러스감염증-19 범유행 - 0시 기준 확진자 수가 전일 같은 시간 대비 84명 증가해 8,320명으로 집계되었다. - 전국 유치원 초중고 개학이 2주일 추가 연기되어 4월 6일로 미뤄졌다. - 가수 겸 배우 엄정화가 프랑스 파리를 방문한 이력이 있어 자가격리에 들어갔다 - 말레이시아에서 처음으로 두 건의 감염자 사망(쿠칭에서 60세, 조호르주에서 34세)이 보고되었다. 확진자 수는 673명으로 늘었다. - 몬테네그로에서 처음으로 확진자가 보고되었다. 당국은 해외에서 돌아온 두 명이 확진되었다고 밝혔다. - 미국의 확진자 수가 5,748명으로 늘었다. - 보스니아 헤르체고비나가 국가 비상사태를 선포하였다. - 일본의 축구협회장 다시마 고조가 감염증 양성인 것으로 알려졌다. 한편, 일본 당국은 2020년 하계 올림픽을 계획대로 열 것이라고 밝혔다. - 터키에서 감염증 첫 사망자가 보고되었다. 확진자는 98명으로 늘었다. 스포츠 - 유럽 축구 연맹(UEFA)이 UEFA 유로 2020 토너먼트를 2021년 여름까지 연기하기로 하였다. - 프랑스 오픈 테니스 대회가 당초 5월 개최에서, 9월로 연기되었다. 정치와 선거 - 2020년 미국 대통령 선거 - 2020년 미국 대통령 선거 공화당 후보 경선: 플로리다주와 일리노이주에서 열린 공화당 예비 선거(프라이머리)에서 도널드 트럼프 대통령이 승리하였다. 트럼프 대통령은 후보 지명을 위한 대의원 과반인 1,276명 이상을 확보하며, 차기 대선 후보로 확정되었다. 미국 공화당의 대선 후보를 정식 지명하는 전당대회는 오는 8월 24일부터 27일까지 노스캐롤라이나주 샬럿에서 열릴 예정이다. |  |      |
| 2020년 3월 17일 (화요일) |  | 편집 |

| 2020년 3월 17일 (화요일) |  | 편집 |

| \| 2020년 3월 18일 (수요일) \| \| 편집 \| |  |      |
| 과학과 기술 - 2019년 튜링상 수상자로 컴퓨터 생성 이미지 분야의 업적을 쌓은 에드윈 캐트멀과 팻 핸러핸이 선정되었다. 문화와 예술 - 감염증 유행과 관련하여 유럽의 음악 경연대회인 유로비전 송 콘테스트의 2020년 행사가 취소되었다. - 메이저 리그 베이스볼 경기는 미국 질병통제예방센터 통제에 따라 시즌이 무기한 연기 될 것이라고 발표하였다. 보건 - 코로나바이러스감염증-19 유행 - 감비아에서 첫 감염증 확진자가 보고되었다. - 영국의 웨일즈와 스코틀랜드에서 감염증 유행과 관련하여 3월 19일 부터 학교 문을 닫기로 하였다. - 스페인이 오는 3월 24일 부터 숙박시설을 폐쇄할 것이라고 밝혔다. - 이란의 확진자가 1,192명 늘어난 17,361명, 사망자는 147명이 늘어난 1,135명으로 각각 집계되었다. - 이탈리아의 확진자가 35,713명, 사망자가 2,978명으로 집계되었다. - 부르키나파소에서 당뇨병을 앓고 있던 62세 여성 환자가 감염증으로 인한 첫 사망자로 보고되었다. - 지부티에서 첫 감염자가 확인되었다. - 터키의 확진자 수가 191명으로 늘었다. 한편, 61세 남성이 사망, 두 번째 사망자도 보고되었다. - 포르투갈 마르셀루 헤벨루 드 소자 대통령이 국가 비상사태를 선포하였다. - 캐나다와 미국은 일시적으로 입국 금지 조치를 하였다. - 대한민국의 코로나바이러스감염증-19 범유행 - 0시 기준 누적 확진자수가 8,413명으로 집계되었다. 전일 9시 대비 93명이 늘었다. - 경기도 성남시 분당구 서현동에 있는 분당제생병원에서도 집단감염이 발생하였다. - 경기도 성남시 수정구 양지동 교회 집단감염으로 인한 코로나19 지역사회 확산 가능성이 커지고 있는 가운데 경기도 용인시 기흥구 보정동 분당차량사업소내에서 확진자가 근무하고 있다는 사실이 확인되어 긴급 방역소독을 실시하고 해당 철도시설은 임시폐쇄 되었다. - 김강립 보건복지부 차관과 비롯한 많은 회의 참석자들이 자가 격리에 들어갔다. 법과 범죄 - 뉴질랜드 국회에서 찬성 68표, 반대 51표로 낙태 처벌 조항의 삭제 및 낙태 시술 합법화가 통과되었다. 재해 - 미국 솔트레이크시티에서 모멘트 규모 5.7의 지진이 발생하였다. |  |      |
| 2020년 3월 18일 (수요일) |  | 편집 |

| 2020년 3월 18일 (수요일) |  | 편집 |

| \| 2020년 3월 19일 (목요일) \| \| 편집 \| |  |      |
| 경제와 비즈니스 - 한국은행이 미국 연방준비제도(연준)와 600억 달러 규모의 통화 스와프 계약을 체결하기로 했음을 밝혔다. 연준은 한국은행을 비롯하여 노르웨이, 뉴질랜드, 덴마크, 멕시코, 브라질, 스웨덴, 오스트레일리아의 중앙은행과 싱가포르 통화청과도 동시에 스와프계약을 체결한다고 밝혔다. - 감염증 유행으로인한 배달 주문이 늘며, 미국에서 도미노 피자가 약 10,000명을 신규 채용하고, 제트 피자(Jet's Pizza)가 20여 개 주에서 수백 여 명을 채용할 것으로 알려졌다. - 보통 24시간 운영 하이퍼마켓인 마이어가 청소 및 물건 재입고를 위해 20일부터 8시~22시로 영업 시간을 단축할 것이라고 밝혔다. - 미국 공화당이 감염증 유행과 관련하여, 기업과 미국 국민을 도울 1조 달러 규모의 경기부양책을 제안·발표하였다. 문화와 예술 - 미국의 배우 대니얼 대 김이 범유행 중인 감염증에 대해, 확진 판정된 것으로 알려졌다. 법과 범죄 - 대한민국에서 발생한 n번방 사건의 용의자가 경찰에 검거되었다. 보건 - 코로나바이러스감염증-19 범유행 - 대한민국의 누적 확진자 수가 3월 19일 0시 기준 8,565명으로 집계되었다. 18일 0시 대비 152명이 늘었다. - 러시아에서 첫 사망자(79세 여성)가 보고되었다. - 멕시코에서 당뇨병을 가진 41세 환자가 첫 사망 사례로 보고되었다. - 모나코 공국의 알베르 2세가 확진 판정을 받은 것으로 알려졌다. 국가 원수의 감염증 확진은 이번이 처음이다. - 미국의 확진자 수가 13,229명, 사망자 수가 195명으로 집계되었다. - 북아일랜드에서 첫 사망자가 발생하였다. - 스페인 보건 당국은 감염증 사망자 수가 169명 늘어난 767명, 확진자는 3,431명이 늘어 17,147명으로 집계되었다고 밝혔다. - 아이티에서 첫 감염증 확진(2명) 사례가 보고되었다. - 아르헨티나가 오는 3월 31일까지 전 국민의 외출금지령을 내렸다. 이에 따라 일반 시민의 슈퍼마켓과 약국 방문을 제외한 외출은 금지된다. 이 조치에서 보건·에너지·언론 종사자는 제외된다. - 이란 보건 당국이 사망자가 149명 늘어난 1,284명, 확진자는 1,046명이 늘어난 18,407명으로 집계되었다고 밝혔다. - 이탈리아의 누적 사망자 수가 3,405명으로 집계되었다. 전날 대비 427명이 늘어난 것으로, 중화인민공화국의 누적 사망자 수 3,245명을 넘어섰다. 감염증 진원지인 중화인민공화국의 누적 사망자 수를 넘어선 것은 이탈리아가 처음이다. - 중화인민공화국 국가위생건강위원회가 일일보고 이후 처음으로 신규 감염 사례를 보고하지 않았다. - 피지가 첫 감염증 환자를 보고하였다. 스포츠 - 감염증 유행과 관련하여 영국 프리미어리그, 잉글리시 풋볼 리그의 경기 중단이 오는 4월 30일까지 연장되었다. - 2020년 하계 올림픽: 올림픽 성화가 항공편을 통하여 일본 미야기현의 항공자위대 마쓰시마 기지에 도착했다. 재해 - 경상남도 산청군 동남동쪽서 규모 2.7 지진이 발생하였다. 정치와 선거 - 2020년 미국 대통령 선거 민주당 후보 경선: 털시 개버드 하원이 경선에서 하차하고, 조 바이든 후보를 지지한다고 선언하였다. - 벨기에에서 소피 윌메스 의원이 벨기에의 총리로 당선되었다. |  |      |
| 2020년 3월 19일 (목요일) |  | 편집 |

| 2020년 3월 19일 (목요일) |  | 편집 |

| \| 2020년 3월 20일 (금요일) \| \| 편집 \| |  |      |
| 경제와 비즈니스 - 유나이티드 항공이 감염증 유행과 관련하여 오는 4월 부터 국제 항공편의 95%를 취소할 것이라고 밝혔다. 보건 - 코로나바이러스감염증-19 유행 - 대한민국의 코로나바이러스감염증-19 범유행 - 대한민국의 누적 확진자 수가 0시 기준 8,652명으로 집계되었다. 19일 0시 대비 87명이 늘었다. - 오후 4시 기준으로 대구광역시에서 2명이 코로나감염증감염증으로 사망하였다. 사망자는 100명으로 집계되었다. - 마다가스카르에서 첫 확진자가 보고되었다. - 파라과이에서 첫 사망자(69세 남성)가 발생하였다. 감염 확진자 수는 18명으로 늘었다. - 스리랑카가 통금령을 내리고, 전국 사원의 문을 닫았다. - 스페인의 확진자 수와 사망자 수가 각각 20,000명 1,000명을 넘어섰다. - 아랍에미리트에서 첫 사망자(2명)가 발생하였다. - 이스라엘에서 첫 사망자(88세 홀로코스트 생존자) 발생이 보고되었다. - 이란 보건 당국은 확진자 수가 19,644명, 사망자 수가 1,433명으로 늘었다고 밝혔다. - 이탈리아의 누적 사망자 수가 18시 기준, 전날 대비 627명이 증가한 4,032명으로 집계되었다. 누적 확진자 수는 하루 전 보다 5,986명(14.6%)이 늘어난 47,021명으로 잠정 집계되었다. - 파푸아뉴기니에서 첫 확진 사례(스페인 남성)가 보고되었다. 당국은 국경을 봉쇄한다고 밝혔다. - 폴란드 마테우시 모라비에츠키가 '국가 전염병 상태'(state of epidemic)를 선언하였다. 휴교령은 부활절 휴가가 끝날 때까지 연장되며, 검역 조치를 위반에 대하여 에 도입 된 2 주간의 학교 정학은 부활절 휴가가 끝날 때까지 연장 될 것입니다. 정부는 격리 조치를 어기는데 대한 벌금을 5,000 즈워티에서 30,000 즈워티(미화 약 7,050달러)로 인상한다고 밝혔다. - 쿠바가 향후 30일간 외국인 입국을 금지한다고 밝혔다. 쿠바는 지금까지 35명이 확진되었다. |  |      |
| 2020년 3월 20일 (금요일) |  | 편집 |

| 2020년 3월 20일 (금요일) |  | 편집 |

| \| 2020년 3월 21일 (토요일) \| \| 편집 \| |  |      |
| 군사 - 조선민주주의인민공화국이 단거리 탄도미사일로 추정되는 발사체 2발을 동해 해상으로 발사하였다. 대한민국 합동참모본부는 평안북도 지역에서 2발의 탄도미사일로 추정되는 발사체를 포착했다고 밝혔다. 조선민주주의 인민공화국은 앞선 3월 2일에 2020년 들어 처음으로 초대형 방사포를 발사했고, 9일에 또 다시 방사포를 발사한 바 있다. 보건 - 코로나바이러스감염증-19 유행 - 세계보건기구(WHO)는 최소 20개의 백신이 개발 및 임상 시험 중이라고 밝혔다. - 대만이 18명의 신규확진자를 보고하였다. - 대한민국의 누적 확진자 수가 0시 기준 8,799명으로 집계되었다. 전날 같은 시간과 비교해 147명이 늘었다. - 동티모르에서 첫 감염증 사례가 보고되었다. - 모리셔스가 첫 사망자가 발생했다고 보고하였다 - 스페인에서 사망자가 324명 늘었다. 사망자는 1,326명으로 늘었고, 확진자는 24,926명으로 집계되었다. 병원으로 전환하기 위해 호텔을 폐쇄한다고 밝혔다. - 알바니아에서 야간 통행금지를 위해 군사 배치를 하고, 13시 이후 통행을 제재할 것이라고 밝혔다. - 앙골라는 첫 확진자가 나왔다. 포르투갈에서 귀국한 자국 국민 2명이 확진되었다고 밝혔다. - 영국이 모든 술집과 레스토랑을 비롯해 극장, 영화관, 체육관 등의 다중 이용시설도 폐쇄한다고 밝혔다. - 우간다가 첫 확진자(36세 남성)를 보고하였다. 환자는 최근 두바이에서 에티오피아 항공을 이용해 도착하였다. - 중화인민공화국이 3일째 신규 감염 사례가 0건이라고 보고하였다. - 칠레에서 첫 사망자(83세 여성)가 보고되었다. - 터키의 확진자 수가 947명, 사망자가 21명으로 집계되었다. - 프랑스의 사망자 수가 112명 늘어난 562명으로 집계되었다. - 피지가 두 번째 확진자를 보고하였다. - 핀란드에서 첫 사망자 발생이 보고되었다. |  |      |
| 2020년 3월 21일 (토요일) |  | 편집 |

| 2020년 3월 21일 (토요일) |  | 편집 |

| \| 2020년 3월 22일 (일요일) \| \| 편집 \| |  |      |
| 경제와 비즈니스 - 패스트푸드 프랜차이즈인 맥도널드가 감염증의 범유행과 관련, 영국과 아일랜드에서 영업을 일시 중단한다고 밝혔다. 맥도널드는 영국과 아일랜드에서 약 1,300여 개 매장을 운영 중이다. 보건 - 코로나바이러스감염증-19 범유행 - 대한민국의 확진자 수가 0시 기준, 8,897명으로 집계되었다. 21일 0시 대비 98명이 늘었다. - 독일의 앙겔라 메르켈 총리가 자가격리에 들어갔다. - 스페인의 플라시도 도밍고 성악가 겸 지휘자가 자가격리에 들어갔다. - 미국의 랜드 폴 상원의원이 자가격리에 들어갔다. - 프랑스에서 코로나-19로 인하여 의사가 사망하였다. 재해 - 2020년 자그레브 지진: 크로아티아의 수도 자그레브에서 모멘트 규모 5.4의 지진이 발생하였다. 이로 인하여, 최소 17명이 부상을 입었다. 이번 지진은 1880년 발생한 지진 이후 가장 강한 지진이다. |  |      |
| 2020년 3월 22일 (일요일) |  | 편집 |

| 2020년 3월 22일 (일요일) |  | 편집 |

| \| 2020년 3월 23일 (월요일) \| \| 편집 \| |  |      |
| 보건 - 코로나바이러스감염증-19 범유행 - 대한민국의 확진자 수가 0시 기준, 8,961명으로 집계되었다. 22일 0시 대비 64명이 늘었다. - 대한민국 외교부에서 코로나 바이러스 확산에 따라 전세계 국가·지역 해외여행에 대해 특별여행주의보를 발령하였다. |  |      |
| 2020년 3월 23일 (월요일) |  | 편집 |

| 2020년 3월 23일 (월요일) |  | 편집 |

| \| 2020년 3월 24일 (화요일) \| \| 편집 \| |  |      |
| 과학과 기술 - 미국 항공우주국에서 애틀러스 V를 발사하였다. 보건 - 코로나바이러스감염증-19 범유행 - 대한민국의 확진자 수가 0시 기준 9,037명으로 집계되었다. 전날 0시 대비 76명이 늘었다. - 대한민국 경기도가 코로나19로 위축된 경제위기를 극복하기 위해 4월부터 도민 1인당 10만 원씩 재난기본소득을 지급하기로 결정하였다. 스포츠 - 오는 7월 일본 도쿄에서 열릴 예정이던 2020년 하계 올림픽이 감염증 범유행과 관련하여 2021년으로 연기되었다. |  |      |
| 2020년 3월 24일 (화요일) |  | 편집 |

| 2020년 3월 24일 (화요일) |  | 편집 |

| \| 2020년 3월 25일 (수요일) \| \| 편집 \| |  |      |
| 보건 - 코로나바이러스감염증-19 범유행 - 뉴질랜드가 확진자 수가 205명으로 늘어남에 따라 국가 비상 사태를 선포하였다. - 대한민국의 0시 기준 확진자 수가 9,137명으로 집계되었다. 전날 0시 대비 100명이 늘었다. - 미국의 8시 38분 기준 확진자 수가 55,238명, 사망자가 802명으로 집계되었다. - 사모아의 투일라에파 사일렐레 말리엘레가오이 총리는 제한 명령을 어기는 경우 벌금이 부과될 것이라고 밝혔다. - 솔로몬제도가 국가 비상 사태를 선포하였다. - 스페인의 738명이 추가로 숨지며, 누적 사망자 수가 감염증 발원지인 중화인민공화국보다 많은 3,434명으로 집계되었다. 신규 확진자는 7,937명이 늘어난 47,610명으로 집계되었다. 앞서 3월 19일에는 이탈리아의 누적 사망자 수가 중화인민공화국을 넘어선 바 있다. - 영국의 웨일스 공 찰스(왕세자)가 감염증 확진 판정을 받고, 자가 격리에 들어갔다. 찰스 왕세자는 엘리자베스 2세의 장남으로, 왕위 계승 서열 1순위이다. - 인도가 전국에 봉쇄령을 내렸다. 향후 21일간 식료품 가게와 약국과 병원, 은행 등 필수 서비스만 운영되며, 이유없는 외출은 처벌된다. |  |      |
| 2020년 3월 25일 (수요일) |  | 편집 |

| 2020년 3월 25일 (수요일) |  | 편집 |

| \| 2020년 3월 26일 (목요일) \| \| 편집 \| |  |      |
| 국제 관계 - G20 특별 화상 정상회의가 열린다. 각국 정상들은 화상 회의를 통해 코로나바이러스감염증-19 범유행에 대한 대응 및 공조, 무역 분야등의 협력 방안 등을 논의하였다. 보건 - 코로나바이러스감염증-19 범유행 - 대한민국의 코로나바이러스감염증-19 범유행 - 대한민국의 0시 기준 확진자 수가 9,241명으로 집계되었다. 전날 0시 대비 104명이 늘었다. - 대한민국 박원순 서울특별시장은 기자회견을 통해, 방역 활동을 방해하는 등 공익을 현저히 해하고 아무런 사업 실적을 제시하지 못하는 등 설립 당시의 허가조건을 위배한 신천지예수교 증거장막성전('새하늘 새땅 증거장막성전 예수교선교회'로 등록)의 사단법인 설립 허가를 취소한다고 밝혔다. 한편, 관련된 법인인 하늘문화세계평화광복(HWPL)에 법인 취소를 위한 법적 절차에 돌입했다고 밝혔다. - 대한민국 정부는 자가격리지역 무단이탈 시 외국인은 강제 출국 조치하고, 내국인에게는 자가격리 생활지원비(4인 가족 기준 123만원)를 지급하지 않기로 발표하였다. - 사모아가 국경을 봉쇄하였다. - 일본 후생노동성이 25일 기준 감염자 수가 총 1,291명(국내 감염 1,268명+공항 검역소 확인 23명)으로 집계되었다고 공표하였다. - 대한민국 중앙선거관리위원회는 대한민국 제21대 국회의원 선거 관련하여 주 이탈리아대사관 등 17개 국가 23개 재외공관의 재외선거사무를 다음달 6일까지 중지할 것을 결정되었다. 정치와 선거 - 대한민국 제21대 국회의원 선거: 중앙선거관리위원회가 26일과 27일 양일간 9시부터 18시까지 관할 선거구 선거관리위원회에서 후보자 등록을 받는다고 밝혔다. |  |      |
| 2020년 3월 26일 (목요일) |  | 편집 |

| 2020년 3월 26일 (목요일) |  | 편집 |

| \| 2020년 3월 27일 (금요일) \| \| 편집 \| |  |      |
| 경제와 비즈니스 - 대한민국 대림그룹의 건설계열사인 고려개발과 삼호개발이 대림건설로 합병하였다. 국제 관계 - 미국 의회에서 매년 열리는 한반도 안보 현황 점검 청문회가 코로나바이러스감염증-19 범유행으로 무기한 연기되었다. - 북마케도니아가 북대서양 조약 기구(NATO)의 30번째 회원국으로 가입하였다. 문화와 예술 - 토니상 시상식이 코로나바이러스감염증-19 범유행의 여파로 무기한 연기되었다. - 일본 도쿄도 아리아케에서 만화·애니메이션 행사 또는 개최가 취소되었다. 보건 - 코로나바이러스감염증-19 범유행 - 대한민국의 코로나바이러스감염증-19 범유행 - 대한민국의 0시 기준 확진자 수가 9,332명으로 집계되었다. 전날 0시 대비 91명이 늘었다. - 서울교통공사가 4월 1일부터 방역 시간 확보를 위해 서울 지하철 1∼9호선과 우이신설선 운행을 밤 12시까지로 단축한다고 밝혔다. - 서울특별시 영등포구에서 코로나-19 확산 방지를 위해 4월 상순 동안 여의도 벚꽃길을 통제한다고 밝혔다. - 영국에서 보리스 존슨 총리가 코로나19 확진 판정을 받고 자가격리에 들어갔다. |  |      |
| 2020년 3월 27일 (금요일) |  | 편집 |

| 2020년 3월 27일 (금요일) |  | 편집 |

| \| 2020년 3월 28일 (토요일) \| \| 편집 \| |  |      |
| 보건 - 코로나바이러스감염증-19 범유행 - 대한민국의 0시 기준 확진자 수가 9,478명으로 집계되었다. 전날 0시 대비 146명이 늘었다. - 브루나이에서 첫 번째 사망자(64세, 남성)가 발생하였다. 한편, 27일 기준 확진자 수는 115명으로 집계되었다. - 러시아에서 코로나-19 확진을 막기 위해 3월 30일부터 국경이 폐쇄할 예정이다. |  |      |
| 2020년 3월 28일 (토요일) |  | 편집 |

| 2020년 3월 28일 (토요일) |  | 편집 |

| \| 2020년 3월 29일 (일요일) \| \| 편집 \| |  |      |
| 보건 - 코로나바이러스감염증-19 범유행 - 대한민국의 0시 기준 확진자 수가 9,583명으로 집계되었다. 전날 0시 대비 105명이 늘었다. - 미국 디트로이트에서 6월 9일 ~ 20일까지 예정되었던 북미 국제 오토쇼가 임시 병원 지정으로 인하여 취소되었다. - 일본의 희극인 시무라 켄이 감염증으로 숨졌다. |  |      |
| 2020년 3월 29일 (일요일) |  | 편집 |

| 2020년 3월 29일 (일요일) |  | 편집 |

| \| 2020년 3월 30일 (월요일) \| \| 편집 \| |  |      |
| 문화와 예술 - 대한민국 올림픽공원 올림픽홀에서 5월 9일 진행 예정이던 가수 할시의 공연이 취소되었다. 법과 범죄 - 네덜란드 라렌의 박물관에서 빈센트 반 고흐 그림 《봄 뉘넌의 목사관 정원》 등을 도난당하는 사고가 일어났다. 보건 - 코로나바이러스감염증-19 범유행 - 대한민국의 0시 기준 확진자 수가 9,661명으로 집계되었다. 전날 0시 대비 78명이 늘었다. - 인천국제공항철도 코로나19로 인한 직통열차가 4월 1일부터 3개월간 운행중지에 들어갔다. |  |      |
| 2020년 3월 30일 (월요일) |  | 편집 |

| 2020년 3월 30일 (월요일) |  | 편집 |

| \| 2020년 3월 31일 (화요일) \| \| 편집 \| |  |      |
| 경제와 비즈니스 - 대한민국의 식품회사인 빙그레가 해태아이스크림을 인수한다. 빙그레는 해태제과식품이 보유 중인 보통주 100만주(100%)를 1,400억원에 인수하는 양수계약을 체결하였으며, 세부 사항을 조율하여 최종 인수 시기를 확정한다고 공시하였다. 보건 - 코로나바이러스감염증-19 범유행 - 대한민국의 코로나바이러스감염증-19 범유행 - 대한민국의 0시 기준 확진자 수가 9,786명으로 집계되었다. 전날 0시 대비 125명이 늘었다. - 대한민국 2021학년도 대학수학능력시험이 12월 3일로 2주일 연기가 되었다. - 벨기에에서 12세 소녀가 사망하였으며, 유럽 지역에서 발생한 가장 어린 사망자로 알려졌다. - 솔로몬 제도 정부는 코로나-19 유행으로 전국 학교 무기한 휴교를 명령하였다. - 중화인민공화국이 1명이 추가 사망했다고 밝혔다. 한편, 역내 신규 확진자는 0명이고, 해외 입국자에서 48명의 확진자가 추가되었다고 보고하였다. 재해 - 중화인민공화국 쓰촨성 시창시에서 30일 발생한 대형 산불을 진압하는 과정에서 최소 19명(진화요원 18명, 길 안내 직원 1명)이 숨진 것으로 알려졌다. |  |      |
| 2020년 3월 31일 (화요일) |  | 편집 |

| 2020년 3월 31일 (화요일) |  | 편집 |

| <          | 2020년 3월 | 2020년 3월  | 2020년 3월 | 2020년 3월 | 2020년 3월 | >          |
| 일         | 월         | 화          | 수         | 목         | 금         | 토         |
| 1 2.7 계묘 | 2 8 갑진   | 3 9 을사    | 4 10 병오  | 5 11 정미  | 6 12 무신  | 7 13 기유  |
| 8 14 경술  | 9 15 신해  | 10 16 임자  | 11 17 계축 | 12 18 갑인 | 13 19 을묘 | 14 20 병진 |
| 15 21 정사 | 16 22 무오 | 17 23 기미  | 18 24 경신 | 19 25 신유 | 20 26 임술 | 21 27 계해 |
| 22 28 갑자 | 23 29 을축 | 24 3.1 병인 | 25 2 정묘  | 26 3 무진  | 27 4 기사  | 28 5 경오  |
| 29 6 신미  | 30 7 임신  | 31 8 계유   |            |            |            |            |

| - 2020년 - 2월 - 3월 - 4월 편집하기 |